# كيلي دينتون
كيلي دينتون (بالإنجليزية: Kelly Denton)‏ هو سائق سباق أمريكي، ولد في 10 مارس 1973 في بريستول في الولايات المتحدة.

## وصلات خارجية
- كيلي دينتون على موقع Racing-Reference.info (الإنجليزية)